# ピアノ四重奏曲 (マーラー)
『ピアノ四重奏断章 イ短調』（ピアノ4じゅうそうだんしょう イたんちょう、ドイツ語: Fragment eines Klavierquartettsatz）は、グスタフ・マーラーが1876年に作曲した室内楽。ソナタ形式による楽章1つだけが完成した姿で残されたが、続きの楽章は未完成に終わったか、もしくは紛失したと看做されている。マーラーの現存する唯一の学生時代の習作である。また、卒業後のマーラーは連作歌曲や大規模な交響曲に専念しており、成熟期以降は（少なくとも知られている限りで）室内楽を遺さなかった。

## 概要
《ピアノ四重奏断章》は、マーラーの最初期の作品の一つである。ウィーン音楽院に在籍中の、16歳での作品であり、作曲科の試験に提出するために創作された。したがって、リヒャルト・ワーグナーやアントン・ブルックナーの革新的な作風よりも、フランツ・シューベルトやヨハネス・ブラームスの穏健な作風に依拠している。とりわけ、物悲しい情感をたたえた美しい旋律と、繊細ながらも濃密な表情、巧みな構成力においては、アントニーン・ドヴォルジャークやピョートル・チャイコフスキーに近い感覚も発揮しており、マーラー青年の将来が嘱望されることを物語っている。
後年マーラーはいくつかの書簡において、習作の「四重奏曲」について触れているが、それがこのピアノ四重奏曲を指していたのかどうかは判然としない。学生時代のマーラーが、後に紛失もしくは中断・破棄したとはいえ、ヴァイオリン・ソナタやピアノ五重奏曲など、ほかにもいくつかの室内楽曲を手懸けていたからである。ただしマーラーが楽譜出版社のテオドール・ラッティヒ（Theodor Rattig）に《ピアノ四重奏断章》の出版を打診していたことが分かっている。

## 楽曲
《ピアノ四重奏 断章》は、マーラーが作曲したことが知られている室内楽曲では、唯一の現存する作品である（同時期にはどうやらヴァイオリン・ソナタも1曲手懸けていたらしい）。作品は不完全であり、第1楽章に該当するソナタ・アレグロ楽章のみが完成されたかたちで書き下ろされた。とはいえ、24小節のスケルツォ楽章の草稿が実在しており、時折り《断章》と対にして演奏されることがある。このト短調のスケルツォは、ロシアの作曲家アルフレート・シュニトケによって「完成」され、シュニトケ自身の《交響曲 第5番（合奏協奏曲 第4番）》（1988年）の第2楽章にもスケルツォの断片が流用された。
ピアノ四重奏曲としては標準的な編成を採り、ピアノ、ヴァイオリン、ヴィオラ、チェロのために作曲されている。「断章」と呼ばれるのは、完成された楽章が一つしかないという事実のためである。
演奏時間は11分から15分を要する。

### 楽曲構成
ウィーン楽派に伝統的なソナタ形式で構成されている。序奏はない。"Nicht zu schnell"（速すぎず）、4分の4拍子。
ピアノに旋律主題の断片が示され、弦楽器に受け渡される中で徐々に第1主題が形作られていく。第2主題は弦楽器によって、下降音階のうねりによって示される。呈示部のあとに、定式通りの展開部と再現部が続くが、長大なコーダにおいてヴァイオリンのカデンツァが現れ、主部の余韻を引きずりながら悲劇的な幕切れを迎える。

### 初演
- 世界初演：1876年7月10日、ウィーン音楽院にて、作曲者自身のピアノによる[1]。
- 公開初演：1876年9月12日、イーグラウ（現チェコ領イフラヴァ）にて、作曲者自身のピアノによる。
- 米国初演：1964年1月12日、ニューヨークにて、ピーター・ゼルキンとガリミール四重奏団による。
- オリジナル楽器による初演：2001年10月7日ロンドン、エイジ・オブ・インライトゥメント管弦楽団の団員による。

## 註
1. 1 2   Donald Mitchell, Gustav Mahler. Volume I: The Early Years (Revised edition, London: Faber, 1995), p. 116.
2. ↑   Constantin Floros, liner notes to DG 447 112-2.
3. ↑   Alexander Ivashkin, Alfred Schnittke (London: Phaidon Press, 1996), p. 195.